# Warren Christopher
Warren Minor Christopher (n. 27 octombrie 1925, Scranton⁠(d), Dakota de Nord, SUA – d. 18 martie 2011, Los Angeles, California, SUA) a fost un avocat și diplomat american. În timpul primului mandat al președintelui Bill Clinton, Christopher a fost cel de-al 63-lea secretar de stat. 
Născut în Scranton, Dakota de Nord, Christopher a terminat Hollywood High School, după care a urmat University of Redlands, unde a fost membru al fraternității locale Kappa Sigma Sigma.  A terminat studiile la University of Southern California, de unde a primit gradul său universitar cu magna cum laude în februarie 1945.  Între iulie 1943 și septembrie 1946, a fost parte a United States Naval Reserve, fiind activ pe "Frontul Pacificului" (conform, Pacific Theater).  Ulterior, Christopher a studiat la Stanford Law School (între 1946 și 1949), timp în care a fost fondatorul revistei profesionale Stanford Law Review și a fost ales membru al Order of the Coif. 
S-a căsătorit de două ori. Prima dată cu Joan Southgate Workman de care a divorțat. și cu care a avut o fiică, Lynn. Următoarea căsătorie, cea cu Marie Wyllis, a avut loc în 1956, aceasta fiindu-i alături până la moarte; cuplul a avut doi fii: Scott și Thomas, și o fiică, Kristen.
Între 1940 și 1950 este asistentul unui judecător de la Curtea Supremă.
A fost învestit în funcția de secretar de stat adjunct la 26 februarie 1977, și a servit în această poziție până la 20 ianuarie 1981. S-a implicat în negocierea Acordurilor Algeriene și în eliberarea a 52 de ostatici americani din Iran. A condus relațiile chino-americane cu Republica Populară Chineză și o comisie legată de drepturile omului. Președintele Jimmy Carter i-a acordat pe 16 ianuarie 1981 Medalia Prezidențială a Libertății, cea mai importantă distincție civilă a națiunii.

## Secretar de Stat în perioada Clinton
În mandatul de secretar de stat din perioada 20 ianuarie 1993 - 17 ianuarie 1997, principalele obiective pe care le-a avut fixate au fost extinderea NATO, instaurarea păcii între Israel și vecinii săi și folosirea presiunii economică pentru a forța mâna Chinei cu privire la practicile în domeniul drepturilor omului. Alte evenimente majore din timpul mandatului său au fost Acordurile de la Oslo și negocierile de la Dayton (care au pus capat razboiului din fosta Iugoslavie), aplanarea relațiilor Statelor Unite-Vietnam, și genocidul din Rwanda.

## Decesul
Christopher a murit în casa sa din Los Angeles, pe 18 martie 2011, în urma cancerului la rinichi și la vezica urinară.
Președintele Obama l-a descris pe Christopher ca fiind „urmăritor al păcii” pentru munca sa din Orientul Mijlociu și Balcani. Hillary Clinton a zis că era "diplomatul diplomaților – talentat, dedicatat și neobișnuit de înțelept". Pe 19 martie 2011, Carter a afirmat că „[America] a pierdut un mare și onorabil lider”.